# 梅屋敷站 (東京都)

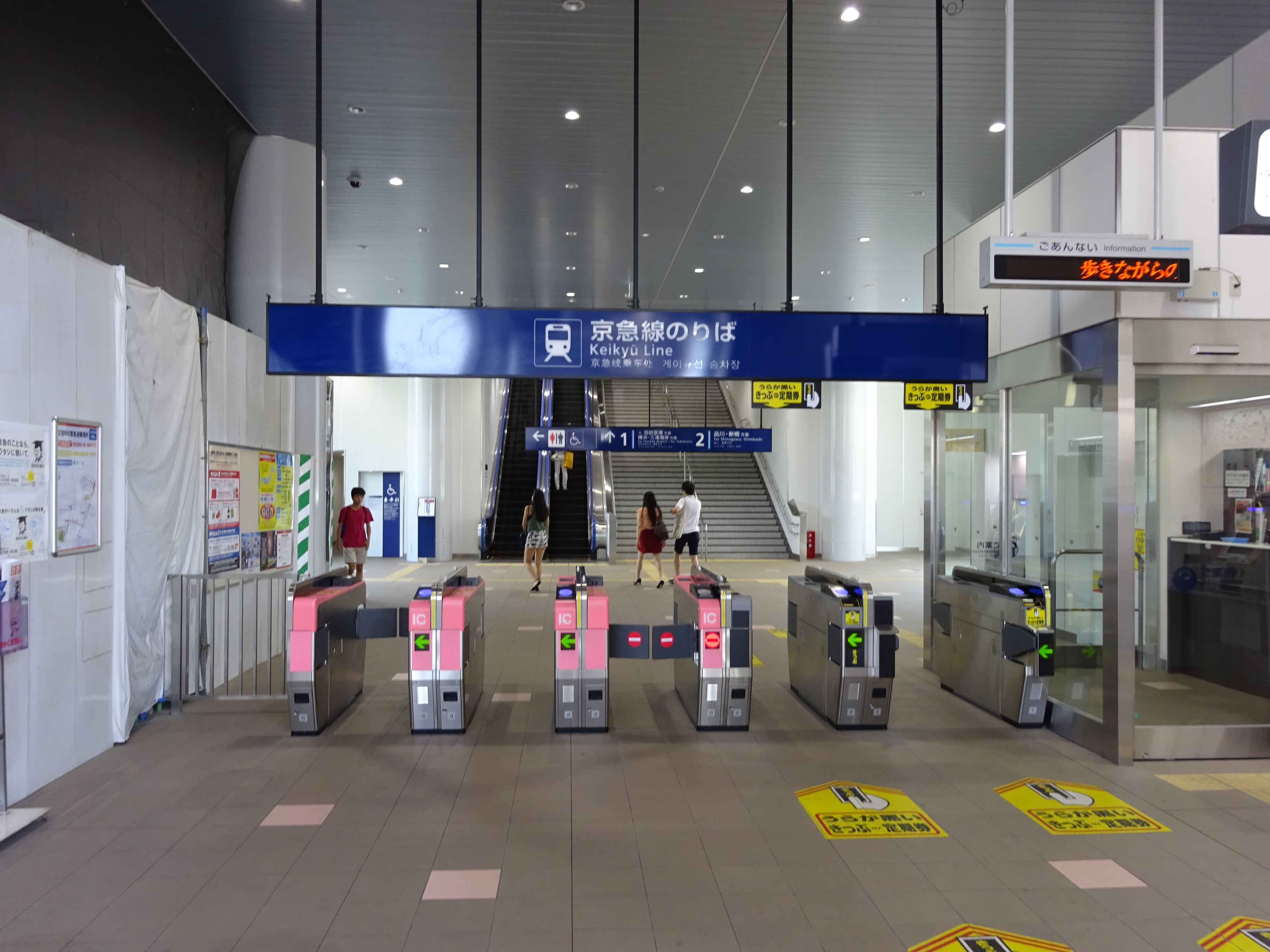
剪票口（2016年8月）

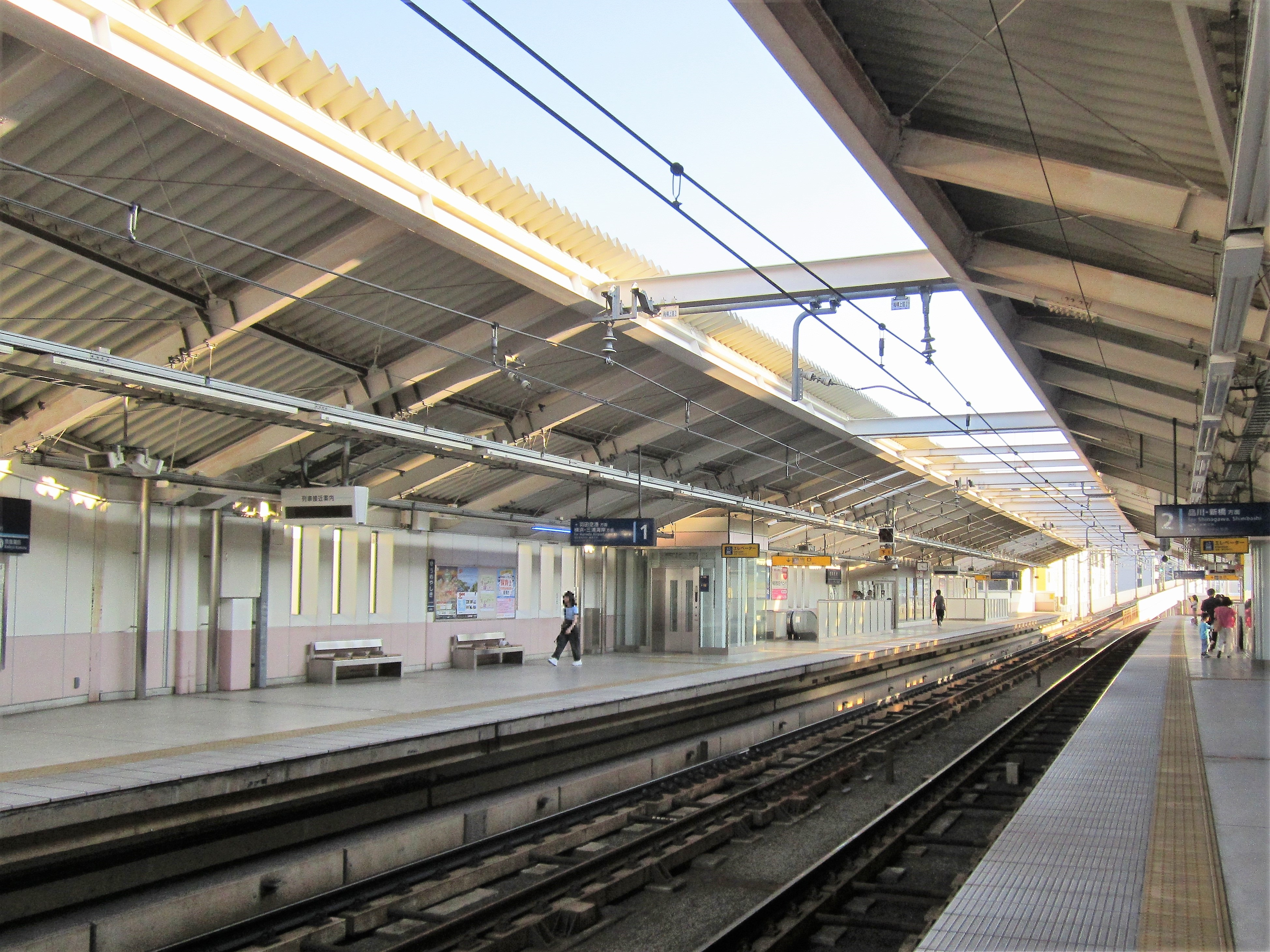
月台（2019年8月）

梅屋敷站（日语：／ Umeyashiki eki */?）位於日本東京都大田區蒲田二丁目，是屬於京濱急行電鐵本線的鐵路車站。車站編號是KK10。

## 車站歷史
- 1901年（明治34年）2月1日－開業。當時是道路上的停留場[2]。
- 1923年（大正12年）4月1日 - 新設軌道開通，車站移至軌道上[2]。
- 1982年（昭和57年）4月1日 - 為了因應部分採用六輛編組的普通列車，本站實施選擇性車門操作[3]。
- 2010年（平成22年）5月16日 - 上行線高架化
- 2012年（平成24年）

- 4月9日 - 導入入站音樂（至同年10月21日為止）。
- 10月21日 - 下行线高架化。停止選擇性車門操作。

- 2013年（平成25年）7月18日 - 增加副站名東邦大學前[5]。為京急線內首座導入副站名的車站。

### 站名由來
本站附近在過去稱為「梅屋敷」，因有以販售感冒藥與賞梅聞名的商家存在而得名。

## 車站結構
對向式月台2面2線的高架車站。和同時高架化的雜色站不同，上行線是在下行線上方設立暫時月台。糀谷站也和本站一樣，在下行線設立上行暫時月台。
月台牆壁採用淡粉紅色裝飾，部分牆壁還加上梅花插圖。

### 高架化工程完成以前的狀況
2010年5月16日，當上行線被架空時，新下行月臺被臨時使用，在線路上安裝了臨時月臺，但2012年10月21日，由於下行線高架化，它變成了新的下行月臺，新上行線已經建成了。
以往，當此站的月台還在地面的時候，受車站兩端的道口限制，下行月台僅能容納4輛長度的列車。1982年4月起，京急開始使用6輛編組的普通列車，在停靠本站時，京急蒲田方向的頭2節車廂不會打開車門（選擇性車門操作）。2007年11月起，六輛编组列車在京急蒲田側的兩車車門上，貼上車門在本站不會開啟的貼紙指示。另外，由於上行月台高架化後的有效長度達6輛編組，不再實施選擇性車門操作，因此貼紙再備註「下行方向」以提醒乘客。選擇性車門操作車廂段最最靠浦賀方向設有一個小型月台供乘務員確認安全。
在地面車站時代，上行月台設有西口，下行月台設有東口，各月台間並沒有天橋連通，無法站內來往。上行線高架化後，下行月台側設有連結上行月台的階梯、電扶梯、電梯，原上行月台的西口也暫時關閉，直到2012年5月13日上行月台移至原地點後才重新開放。隨著西口重新開放，地面層的下行月台與高架上行月台之間的樓梯、電梯、電扶梯隨之關閉。
車站的簡易自動廣播配音分別由1號線的關根正明與2號線的大原沙耶香擔任。

### 月台配置
| 月台 | 路線 | 方向 | 目的地                                              |
| ---- | ---- | ---- | --------------------------------------------------- |
| 1    | 本線 | 下行 | 羽田機場（第1、第2、第3航站樓）、橫濱、三浦海岸方向 |
| 2    | 本線 | 上行 | 品川、新橋方向                                      |

### 地面車站時代、高架化工程的照片

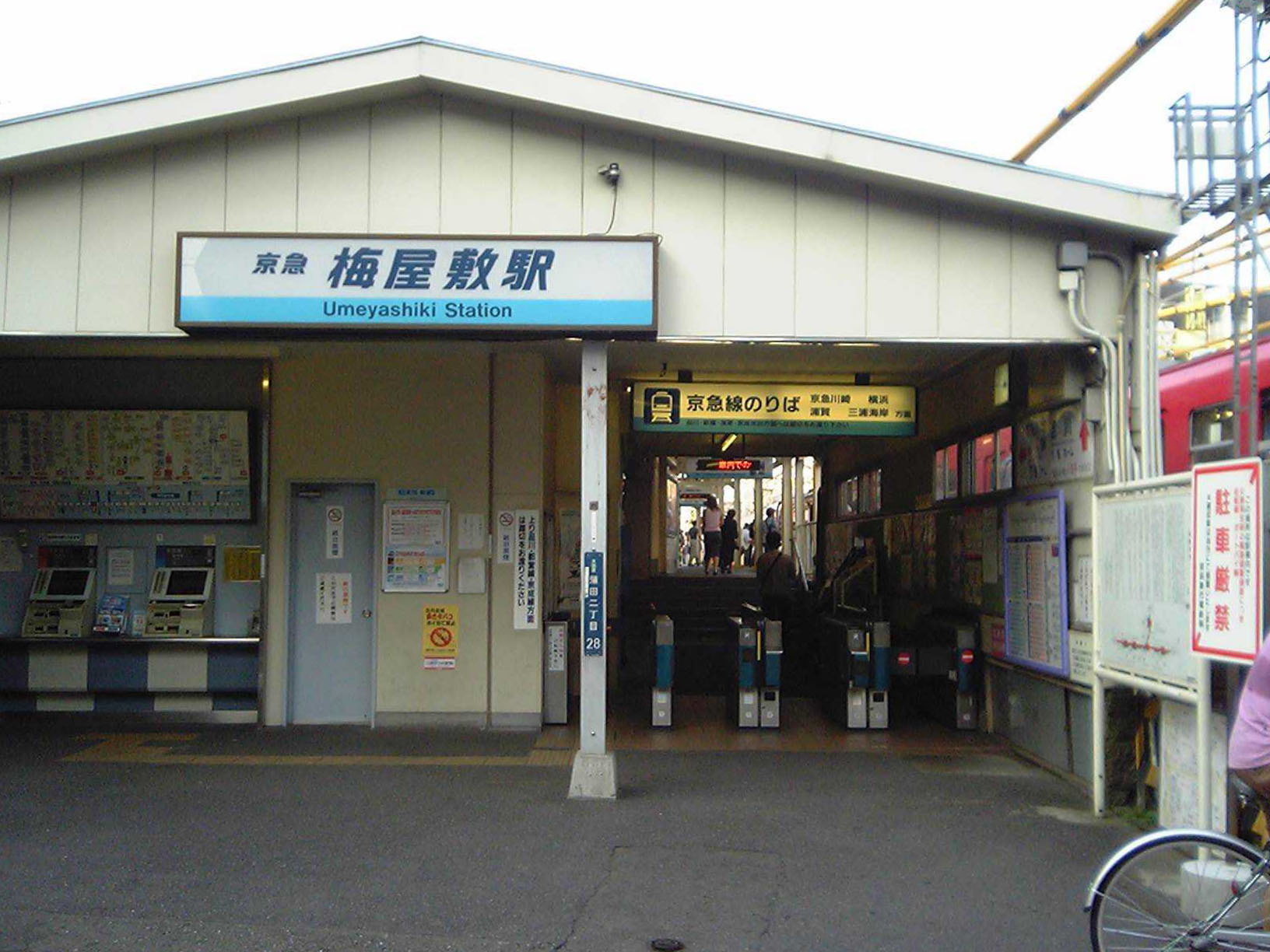
東口舊站房（2005年9月4日）
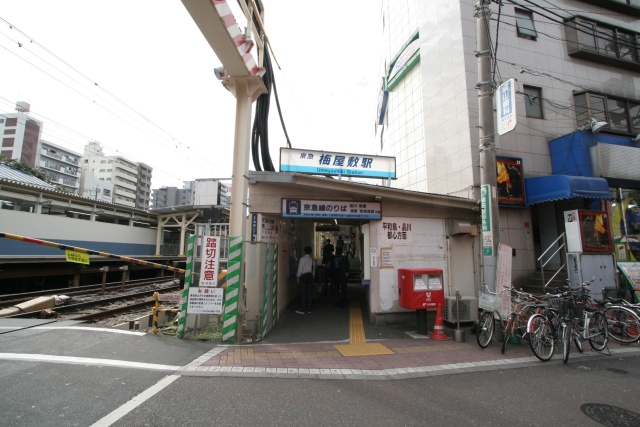
西口（2007年10月6日）
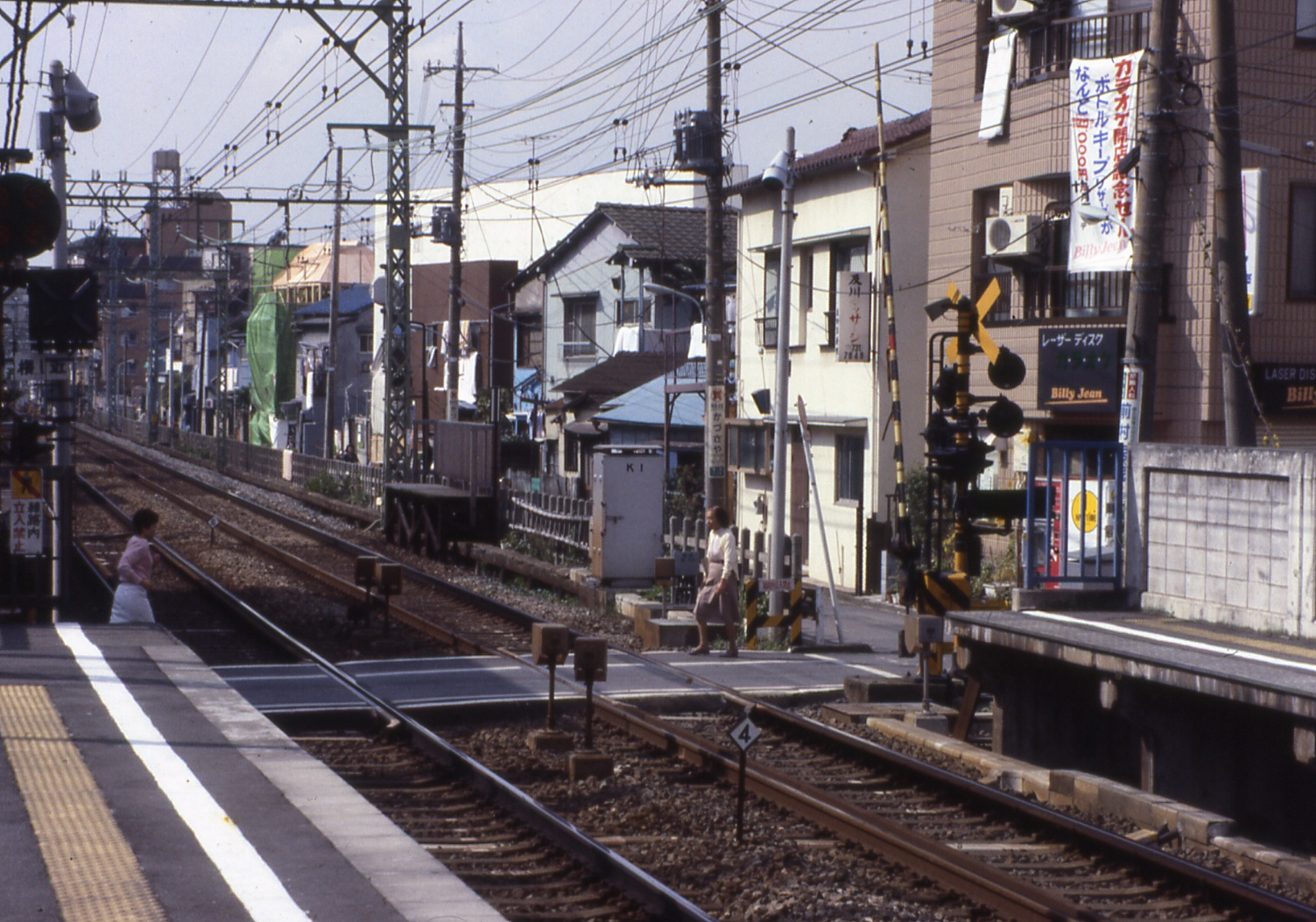
上行月台浦賀方向的業務用月台（1988年8月）
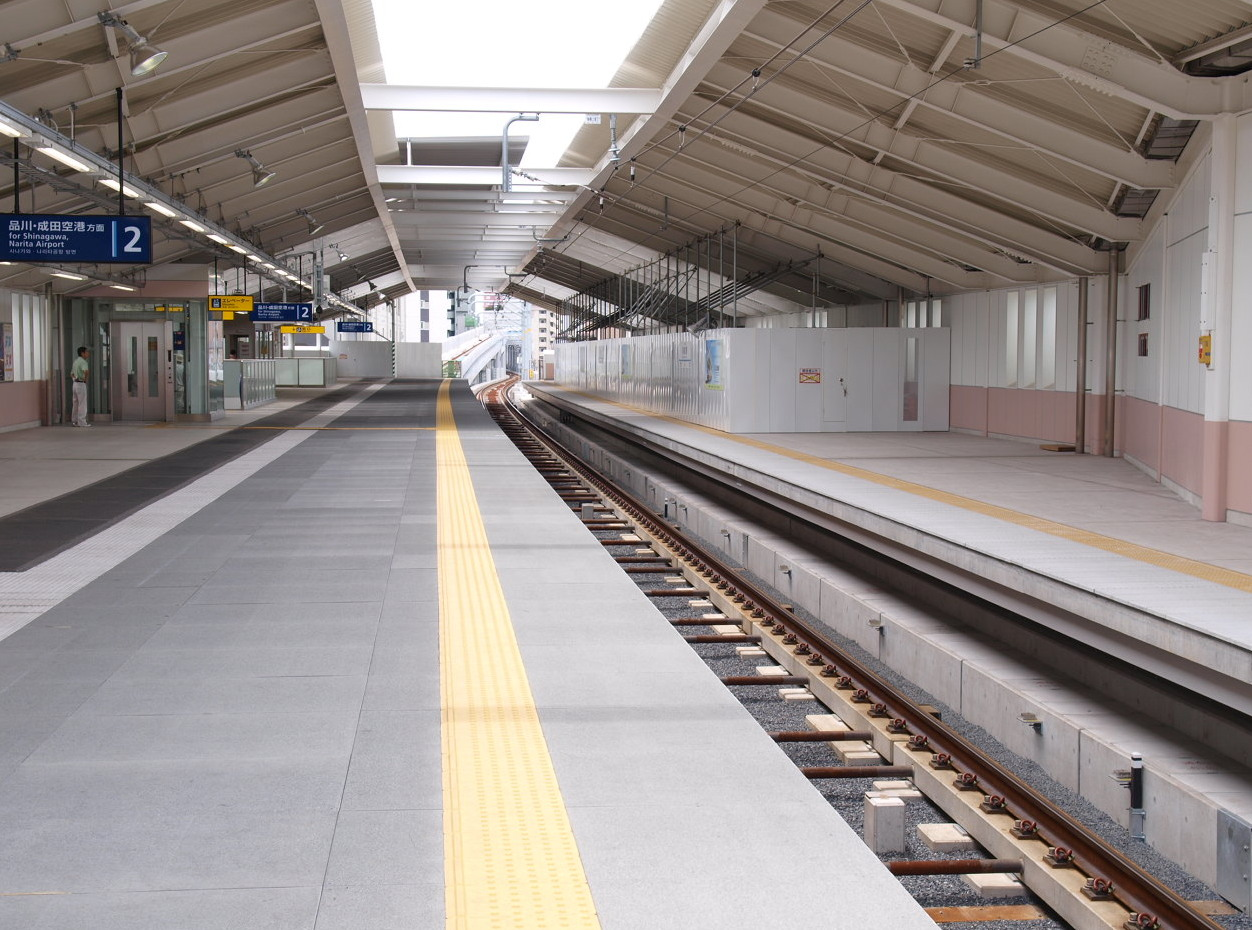
上行2號線臨時月台（2010年8月8日）
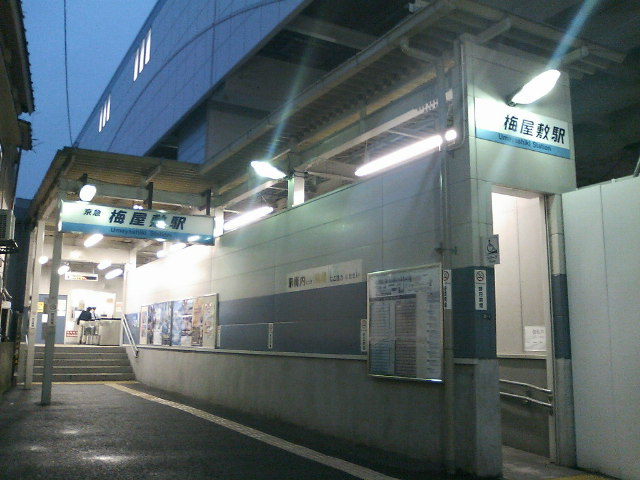
高架化工程中的東口（2010年10月21日）

### 進站音樂
2012年4月9日至同年10月21日止，NHK連續電視小說《小梅醫生》主題曲《顛倒的天空》（SMAP）成為本站的進站音樂。由於《小梅醫生》是以大田區為舞台，因此選擇大田區內站名有「梅」的本站作為實施車站。

## 使用情況
2016年度1日平均上下車人次為15,355人。近年1日平均上車人次變化如下表。
| 年度               | 1日平均 上下車人次 | 1日平均 上車人次 | 來源   |
| ------------------ | ------------------ | ---------------- | ------ |
| 1992年（平成04年） |                    | 8,247            | [ 13 ] |
| 1993年（平成05年） |                    | 8,230            | [ 14 ] |
| 1994年（平成06年） |                    | 8,167            | [ 15 ] |
| 1995年（平成07年） |                    | 8,003            | [ 16 ] |
| 1996年（平成08年） |                    | 7,740            | [ 17 ] |
| 1997年（平成09年） |                    | 7,518            | [ 18 ] |
| 1998年（平成10年） |                    | 7,416            | [ 19 ] |
| 1999年（平成11年） |                    | 7,161            | [ 20 ] |
| 2000年（平成12年） |                    | 7,022            | [ 21 ] |
| 2001年（平成13年） |                    | 7,016            | [ 22 ] |
| 2002年（平成14年） |                    | 6,899            | [ 23 ] |
| 2003年（平成15年） | 14,059             | 6,833            | [ 24 ] |
| 2004年（平成16年） | 13,868             | 6,732            | [ 25 ] |
| 2005年（平成17年） | 13,793             | 6,685            | [ 26 ] |
| 2006年（平成18年） | 13,845             | 6,704            | [ 27 ] |
| 2007年（平成19年） | 14,017             | 6,869            | [ 28 ] |
| 2008年（平成20年） | 13,745             | 6,860            | [ 29 ] |
| 2009年（平成21年） | 13,625             | 6,795            | [ 30 ] |
| 2010年（平成22年） | 13,544             | 6,753            | [ 31 ] |
| 2011年（平成23年） | 13,542             | 6,743            | [ 32 ] |
| 2012年（平成24年） | 14,149             | 7,041            | [ 33 ] |
| 2013年（平成25年） | 14,659             | 7,285            | [ 34 ] |
| 2014年（平成26年） | 14,933             | 7,430            | [ 35 ] |
| 2015年（平成27年） | 15,188             |                  |        |
| 2016年（平成28年） | 15,355             |                  |        |

## 車站週邊
- 聖跡蒲田梅屋敷公園（日语：聖跡蒲田梅屋敷公園）
- 東京生物科技專門學校（日语：東京バイオテクノロジー専門学校）
- 東邦大學大森校區
  - 東邦大學醫療中心大森醫院
- 大森西六郵便局
- 大田區綜合體育館（日语：大田区総合体育館）
- 梅屋敷商店街

## 可供轉乘的巴士路線
可於附近第一京濱的「梅屋敷」巴士站轉車。
- 羽田京急巴士
  - <蒲67> 往蒲田站／往大森東五丁目

## 相鄰車站
京濱急行電鐵
 本線
□早晨翼號、□京急翼號、■機場快特、■快特、■快特（金澤文庫站以南為特急）、■特急、■機場急行
通過
■普通
大森町（KK09）－梅屋敷（KK10）－京急蒲田（KK11）

## 外部連結
- 梅屋敷站（各站資訊） - 京濱急行電鐵